# Florens Christian Rang

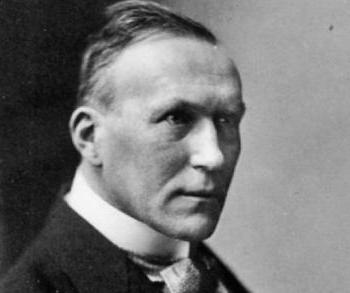
Florens Christian Rang (um 1910)

Florens Christian Rang (* 28. Januar 1864 in Kassel; † 7. Oktober 1924 in Hohemark im Taunus) war ein deutscher protestantischer Theologe, Politiker und Schriftsteller.

## Leben
Florens Christian Rang hat zunächst Jura studiert und die Verwaltungslaufbahn eingeschlagen, bevor er 1895 erneut die Universität bezog, um protestantische Theologie zu studieren und Pfarrer zu werden. 1904 als Regierungsrat in den Staatsdienst zurückgekehrt, schied er 1917 endgültig aus diesem aus und wurde Vorstandsmitglied des genossenschaftlich organisierten Raiffeisenverbandes in Berlin. 1919 arbeitete er zusammen mit dem Marburger Juristen Johann Viktor Bredt den Entwurf einer Verfassung aus, die sich entschieden gegen die Verfassungskonzeption von Hugo Preuß richtete. Seine letzten Lebensjahre verbrachte Rang in Braunfels bei Wetzlar, wo auch Walter Benjamin ihn wiederholt besucht hat. Benjamin und Rang hatten sich im Frühjahr 1920 im Hause Erich Gutkinds in Grünau bei Berlin kennengelernt und waren schnell Freunde geworden. Rang, der heute vor allem als Freund Benjamins im Gedächtnis geblieben ist, wurde für diesen bei der Abfassung seines Ursprungs des deutschen Trauerspiels fast ein Mitarbeiter. Auch die Beziehung, in die Benjamin seit 1923 zu Hugo von Hofmannsthal trat, wurde von Rang hergestellt.
Im Ersten Weltkrieg vertrat Rang eine konservativ-nationalistische Position, und auch seine Schriften zur Propagierung des Genossenschaftsgedankens zeigen ihn auf der äußersten Rechten. Erst seit etwa 1920 scheint er sich entschieden gegen den deutschen Nationalismus gewandt zu haben. Unbekannt ist, ob und wieweit Benjamin an dieser Wandlung Rangs beteiligt war, deren eindrucksvolles Zeugnis seine Schrift Deutsche Bauhütte ist, die Benjamin im März 1924 gegenüber dem nach Palästina emigrierten Gershom Scholem folgendermaßen charakterisierte: „Die Schrift von Rang über die Reparationsfrage [ist] erschienen. […] Damit hat er nun einer Schrift seine geistige Physiognomie zum ersten Mal weithin erkennbar eingeprägt und dem entspricht ihre Bedeutung. Du wirst sie von mir gelegentlich geschenkt bekommen und darin auch eine Zuschrift an den Verfasser von mir finden. Es wäre sehr tröstlich, wenn dieses Buch hie und da von einem Ausländer verstanden werden sollte, aber deren werden wohl nur ganz wenige sein.“
Rang, der noch im Sommer 1924 mit Benjamin auf Capri zusammen war, starb 1924 in Hohemark im Taunus an Rückenmark-Krebs. Benjamin erhielt die Nachricht am letzten Tag seines Aufenthalts auf Capri und schrieb kurz danach an Scholem, dass er „seltsamerweise […] diesem Mann, ebenso wie seine Unterstützung und Bestätigung, das zu danken vermochte und danken mußte, was ich von deutscher Bildung Wesentlichstes in mich aufgenommen habe. Denn nicht nur, daß in diesem Bereiche die Hauptgegenstände unserer beharrlichen Betrachtung fast sämtlich dieselben waren – das Leben, das in diesen großen Gegenständen lebt, habe ich menschlich ganz allein in ihm lebendig gesehen, ausbrechend mit desto mehr vulkanischer Gewaltsamkeit, als es unter der Kruste des übrigen Deutschland erstarrt lag. Wenn ich mit ihm sprach, war nicht sowohl Harmonie in unsern Gedanken, als daß ich, wetterfest und athletisch, an dem unmöglichen, zerrissenen Massiv der seinigen mich versuchte und oft genug eine Zinne mit weitem Ausblick auf eigne unerschlossne Gedankenbereiche gewann. Sein Geist war von Wahnsinn durchzogen wie ein Massiv von Schluchten. Aber durch die Moralität dieses Mannes gewann Wahnsinn keine Macht über ihn.“
Den „tiefsten Kritiker des Deutschtums seit Nietzsche“ nannte Benjamin den fast drei Jahrzehnte älteren Freund Florens Christian Rang, über den er an anderer Stelle schrieb: „Es sind […] theologische Denker gewesen, die gerade in unserer Generation erschienen, um den Kampf gegen die Idolatrie des Geistes aufzunehmen: der Jude Franz Rosenzweig von der Sprache, der Protestant Florens Christian Rang von der Politik her.“ – Bisher fehlen sowohl eine Gesamtausgabe als auch eine umfangreichere Auswahl von Rangs Schriften.

## Familie
Seine Söhne waren der Bibliothekar Bernhard Rang (1890–1976) und der Pädagoge Martin Rang (1900–1988), seine Enkel der Philosophieprofessor Bernhard Rang (1935–1999) und der Pädagogikprofessor Adalbert Rang (1928–2019). Seine Urenkelin ist die Schriftstellerin Anne Weber.

## Schriften

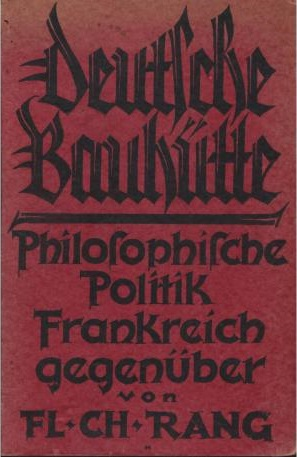
Deutsche Bauhütte 1924

- Don Quijote. Politik und Seele. In: Preußische Jahrbücher. Band CXX, 1905, Heft 3.
- Der Wert Heinrichs von Kleist. Eine Rhapsodie. In: Preußische Jahrbücher. Band CXXIV, 1906, Heft 1.
- Goethes Selige Sehnsucht. In: Neue Deutsche Beiträge. 1. Folge, 1922, Heft 1.
- Deutsche Bauhütte. Ein Wort an uns Deutsche über mögliche Gerechtigkeit gegen Belgien und Frankreich und zur Philosophie der Politik. Mit Zuschriften von Alfons Paquet, Ernst Michel, Martin Buber, Karl Hildebrandt, Walter Benjamin, Theodor Spira, Otto Erdmann. Sannerz, Leipzig 1924.
- Historische Psychologie des Karnevals. In: Die Kreatur. Band II, 1927/28, Heft 2; Neuausgabe herausgegeben von Lorenz Jäger, Berlin 1983.
- Shakespeare der Christ. Eine Deutung der Sonette. herausgegeben von Bernhard Rang, Heidelberg 1954.